# Veblungsnes
Veblungsnes és un poble situat al municipi de Rauma, comtat de Møre og Romsdal, Noruega. El poble es troba al llarg del fiord de Romsdal, a l'altre costat de la desembocadura del riu Rauma, on s'hi troba la ciutat d'Åndalsnes. La ruta europea E136 travessa el poble en el seu camí des d'Åndalsnes al sud-oest de la localitat d'Innfjorden. Veblungsnes és la llar de l'església de Grytten i de la desfilada militar Setnesmoen.